# Diemen
Diemen é uma cidade localizada na Holanda do Norte, Países Baixos.
Possui 24000 habitantes.